# Vislanda landskommun
Vislanda landskommun var en tidigare kommun i Kronobergs län. 

## Administrativ historik
Kommunen bildades i Vislanda socken i Allbo härad i Småland då 1862 års kommunalförordningar trädde i kraft. 
I samband med kommunreformen 1952 bildade den storkommun, då Blädinge landskommun gick upp i Vislanda. 
I kommunen inrättades 13 mars 1914 Vislanda municipalsamhälle som upplöstes 31 december 1962.
1971 gick kommunen upp i Alvesta kommun.
Kommunkoden var 0723.

### Kyrklig tillhörighet
I kyrkligt hänseende tillhörde kommunen Vislanda församling. Den 1 januari 1952 tillkom Blädinge församling.

## Geografi
Vislanda landskommun omfattade den 1 januari 1952 en areal av 203,25 km², varav 189,27 km² land.

### Tätorter i kommunen 1960
I Vislanda landskommun fanns tätorten Vislanda, som hade 1 381 invånare den 1 november 1960. Tätortsgraden i kommunen var då 41,2 procent.

## Politik

### Mandatfördelning i valen 1938–1966
| 6 | 12 |  | 6 |

| 24 |

| 9 | 16 |

| 23 |

|  | 9 | 10 | 5 |

| 24 |

| 14 | 12 | 3 | 6 |

| 32 |

| 13 | 11 | 3 | 8 |

| 32 |

| 13 | 12 | 3 | 7 |

| 30 | 5 |

| 14 | 12 | 3 | 6 |

| 32 |

| 12 | 12 | 5 | 6 |

| 31 |